# Bob Weinstein
 Robert „Bob“ Weinstein (* 18. Oktober 1954 in Flushing, Queens, New York City) ist ein US-amerikanischer Filmproduzent.

## Leben
Bob und sein zwei Jahre älterer Bruder Harvey Weinstein entstammen einem polnisch-jüdischen Elternhaus. Bereits in ihrer Jugend unterhielten sie das Century Theater an der Upper West Side in Manhattan, wo beide unter anderem kleine Filmfestivals veranstalteten. 
1979 gründeten die beiden Brüder das Produktionsunternehmen Miramax, dessen Firmenname sich aus den Vornamen der Eltern Miriam und Max Weinstein zusammensetzt. 1993 verkauften sie Miramax an den Unterhaltungskonzern The Walt Disney Company, blieben jedoch weiterhin als Produzenten beschäftigt. Bob gründete jedoch im selben Jahr das Produktionsunternehmen Dimension Films, welches die Filmgenre Horror, Action und Thriller abdeckt.
Trotz großer finanzieller Erfolge und von der Kritik gelobter Produktionen wie Der englische Patient (1996), Shakespeare in Love (1998), Scary Movie (2000) und Chicago (2002) kam es zwischen den beiden Brüdern und Disney immer wieder zu künstlerischen Differenzen. Die Produktion des Dokumentarfilms Fahrenheit 9/11 (2004) von Michael Moore finanzierten beide daher mit ihrem Privatvermögen und verließen im Jahr darauf Miramax vollständig. Mit der erhaltenen Ablösesumme von 140 Millionen US-Dollar gründeten Bob und Harvey die Weinstein Company.
Als ausführender Produzent war Bob an mehr als 300 Produktionen beteiligt. 1981 war er außerdem als Drehbuchautor an Brennende Rache beteiligt. 1986 gab er mit Playing for Keeps sein Regiedebüt, dem bislang keine weitere Engagements dieser Art folgten. 
Bob Weinstein war von 2000 bis 2012 mit der Schauspielerin Annie Clayton verheiratet, er hat vier Kinder.

## Filmografie (Auswahl)
als Produzent:
- 1997: Mimic – Angriff der Killerinsekten (Mimic)
- 2000: Wild Christmas (Reindeer Games)
- 2003: Bad Santa

als Executive Producer:
- 1993: Die Nacht mit meinem Traummann
- 1994: Pulp Fiction
- 1994: Tödliche Absichten
- 1995: Ein Sommer am See
- 1996: Der englische Patient
- 1996: Der Zufallslover
- 1996: Flirting with Disaster – Ein Unheil kommt selten allein
- 1997: Das Leben ist schön
- 1997: Good Will Hunting
- 1997: Wings of the Dove – Die Flügel der Taube
- 1998: The Faculty
- 1998: Phantoms
- 1998: Senseless
- 1998: Talk of Angels
- 1998: Shakespeare in Love
- 1999: Holy Smoke
- 1999: Mansfield Park
- 2000: Scary Movie
- 2001: The Others
- 2001: Daddy and them – Durchgeknallt in Arkansas
- 2002: Chicago
- 2002: Darkness
- 2003: Kill Bill – Volume 1
- 2004: Kill Bill – Volume 2
- 2004: Aviator
- 2005: Brothers Grimm
- 2005: Sin City
- 2005: Venom – Biss der Teufelsschlangen (Venom)
- 2006: Der Date Profi
- 2007: Zimmer 1408
- 2007: Death Proof – Todsicher (Grindhouse: Death Proof)
- 2007: Planet Terror (Grindhouse: Planet Terror)
- 2007: Awake
- 2008: John Rambo
- 2008: Zack and Miri Make a Porno
- 2011: Scream 4
- 2012: Django Unchained
- 2013: Scary Movie 5